# بيتر هوستون
بيتر هوستون (بالإنجليزية: Peter Houston)‏ (19 يوليو 1958 في المملكة المتحدة - ) هو مدرب كرة قدم ولاعب كرة قدم بريطاني في مركز الدفاع. لعب مع نادي دمبرتون ونادي فالكيرك ونادي أردريونيانز ونادي ستيرلينغشير الشرقية ونادي ألبيون روفرز وLivingston United F.C. ‏.

## وصلات خارجية
- بيتر هوستون على موقع قاعدة بيانات كرة القدم.إي يو (الإنجليزية)